# Saint-Seurin-de-Bourg
Saint-Seurin-de-Bourg is een gemeente in het Franse departement Gironde (regio Nouvelle-Aquitaine) en telt 334 inwoners (2004). De plaats maakt deel uit van het arrondissement Blaye.

## Geografie
De oppervlakte van Saint-Seurin-de-Bourg bedraagt 2,5 km², de bevolkingsdichtheid is 133,6 inwoners per km².
De onderstaande kaart toont de ligging van Saint-Seurin-de-Bourg met de belangrijkste infrastructuur en aangrenzende gemeenten.

## Demografie
Onderstaande figuur toont het verloop van het inwonertal (bron: INSEE-tellingen).